# Jan Walasek

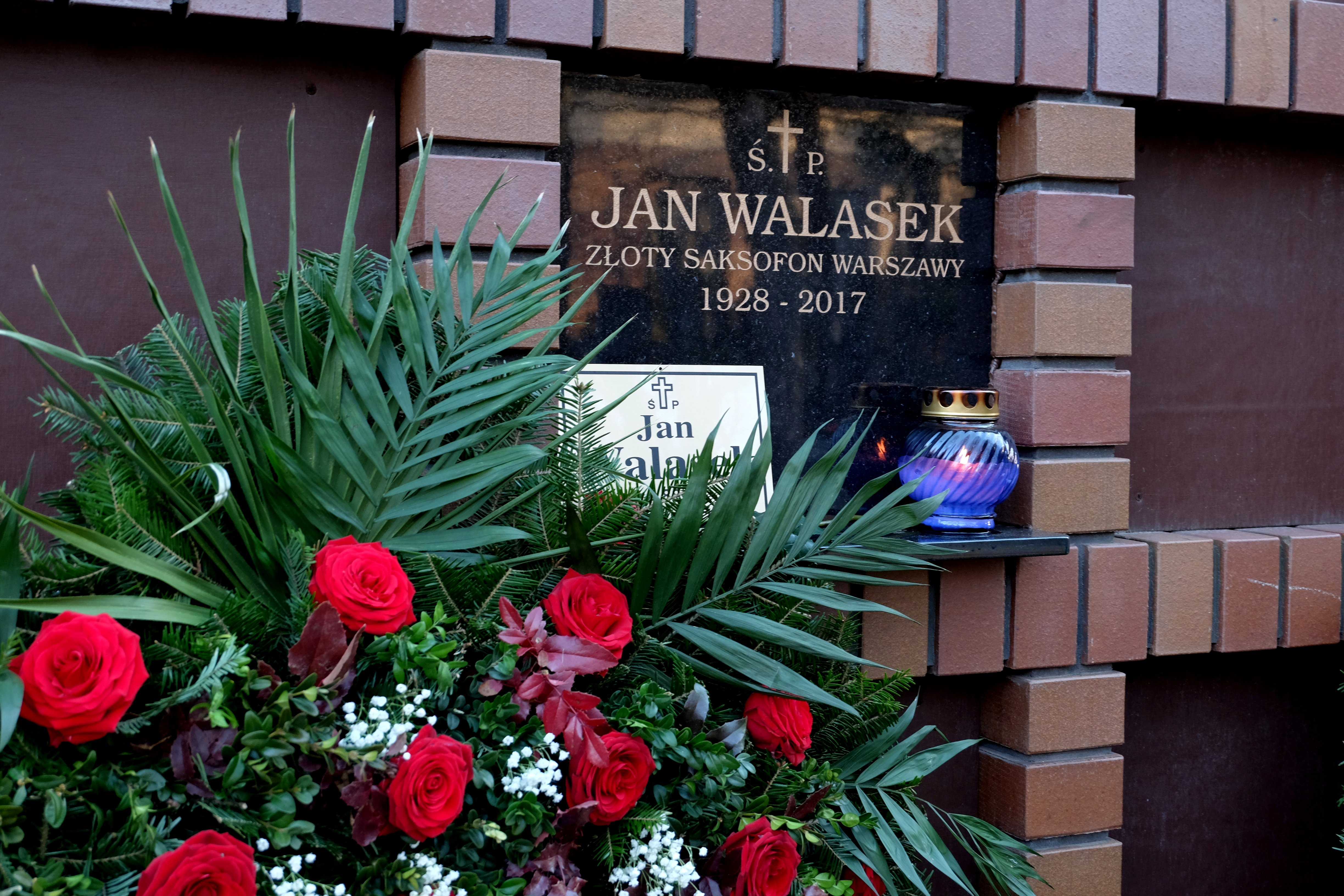
Grób Jana Walaska na cmentarzu Powązkowskim w Warszawie

Jan Walasek (ur. 17 maja 1928 w Ostrowcu Świętokrzyskim, zm. 17 marca 2017 w Warszawie) – polski multiinstrumentalista, bandleader i aranżer.

## Życiorys
Był synem skrzypka Wincentego Walaska, dyrygenta Miejskiej Orkiestry Symfonicznej w Ostrowcu Świętokrzyskim. W dzieciństwie pod opieką ojca uczył się gry na skrzypcach. W okresie okupacji niemieckiej po raz pierwszy zetknął się z saksofonem altowym. W 1948 uzyskał maturę i wyjechał na studia do Krakowa, gdzie zetknął się między innymi Jerzym „Dudusiem” Matuszkiewiczem, Tadeuszem Preiznerem, Stanisławem Kalwińskim oraz Andrzejem Trzaskowskim. W 1949 za propagowanie „wrogiej muzyki” został usunięty z orkiestry uczelnianej oraz akademika w związku z czym zmuszony był do porzucenia studiów. Od 1952 prowadził własny big-band w Szklarskiej Porębie, zaś w 1954 osiadł w Warszawie gdzie rozpoczął występy między innymi w hotelu Polonia. W tym okresie zyskał przydomek „Złoty Saksofon Warszawy”. Był członkiem orkiestry Błękitny Jazz z którą odbył tournée po Związku Radzieckim, a po jej rozwiązaniu liderem Jan Walasek Big Band z którym odbył tournée po krajach tzw. bloku wschodniego. W połowie lat 60. XX wieku emigrował do Skandynawii i koncertował na luksusowych amerykańskich statkach wycieczkowych. W trakcie wizyty w Polsce w 1981 zastał go stan wojenny. W kolejnych latach występował w lokalach i klubach, a w 1989 wystąpił w programie „Cicha woda” na Festiwalu w Opolu. Zmarł 17 marca 2017 w Warszawie i został pochowany na cmentarzu Powązkowskim.